# Major
Major (skrót: mjr) – stopień oficerski używany w armiach wielu krajów. Major jest najniższym stopniem w korpusie oficerów starszych, natomiast w okresie międzywojennym wchodził w skład korpusu oficerów sztabowych. W wojsku polskim jest to stopień niższy od podpułkownika, wyższy od kapitana. Odpowiednikiem majora w marynarce wojennej jest komandor podporucznik, a w policji podinspektor Policji. Stopień majora występuje również w Straży Granicznej, Służbie Więziennej, Biurze Ochrony Rządu oraz Służbie Kontrwywiadu i Wywiadu Wojskowego.

## Oznaczenia

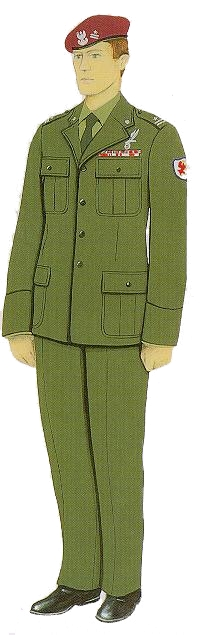
Mundur majora Wojska Polskiego – widać umiejscowienie oznak stopnia wojskowego na naramiennikach oraz na berecie.

Polski oficer w stopniu majora na naramiennikach nosi dwie belki i gwiazdkę. Oznaczenie stopnia na czapce garnizonowej składa się z dwóch wąskich galonów umieszczonych na całej długości łuku daszka oraz z jednej gwiazdki umieszczonej na środku otoku.
Zgodnie z przepisami ubiorczymi żołnierzy Wojska Polskiego z 1972 roku major nosił jedną gwiazdkę umieszczoną na środku taśmy otokowej w linii równoległej do krawędzi taśmy; odległość między ramionami gwiazdek wynosiła 2 mm. Na daszku czapki garnizonowej – dwa galony szerokości 6 mm naszyte obok siebie w odstępie 2 mm; zewnętrzny naszyty w odległości 6 mm od krawędzi daszka na całej długości jego łuku. Na beretach i furażerkach – dwa paski na lewej stronie beretu (furażerki) długości 3 cm szerokości 5 mm w odstępie 4 mm, umieszczone pod kątem 45° w stosunku do dolnej krawędzi beretu (furażerki) oraz jedna gwiazdka rozmieszczona w linii prostej nad środkiem paska – prostopadle do jego położenia w odległości 5 mm od paska do podstawy jej ramion. Na naramiennikach – dwa paski i jedną gwiazdkę. Paski szerokości 6 mm umieszczone były w poprzek naramiennika: pierwszy pasek w odległości 1 cm od wszycia rękawa, drugi – 4 mm od pierwszego. Gwiazdka umieszczona była na środku naramiennika, w odległości 1 cm od drugiego paska.
W myśl Przepisu Ubioru Polowego Wojsk Polskich z 1919: na naramiennikach kurtki i płaszcza w odległości 1 cm od wszycia, w poprzek naramiennika, naszyte równolegle prosto w odległości 1,5 cm jeden od drugiego dwa płaskie sznureczki srebrne oksydowane szerokości 5 mm. Na środku naramiennika wzdłuż jedna gwiazdka haftowana oksydowanymi nićmi lub wytłaczana pięciopromienna, o ostrych promieniach.
Na wierzchu czapki wzdłuż szwów wierzchu na krzyż od otoka z jednej strony do otoka z drugiej i wzdłuż górnej krawędzi otoka dokoła, naszyty 1 płaski sznurek szerokości 5 mm, srebrny, oksydowany, dookoła otoku naszyte dwa takie same sznurki w odległości 0,5 cm jeden od drugiego. Z przodu pod orzełkiem jedna takaż gwiazdka jak na naramiennikach.
W Wojsku Polskim Królestwa Kongresowego oznaką stopnia były szlify gładkie z bulionami z dwoma paskami, a od 1827 roku szlify gładkie z dwoma gwiazdkami. Na srebrnych epoletach gwiazdki złote, a na złotych gwiazdki srebrne.
W Armii Księstwa Warszawskiego oznaką stopnia były epolety z bulionami na obu ramionach. Taśma wierzchnia srebrna.
W Wojsku polskim w okresie Sejmu Wielkiego i w wojsku Kościuszki oznaką stopnia był jeden pasek na szlifie.

## Stanowiska w Wojsku Polskim
Obecnie w Wojsku Polskim dla oficera w stopniu majora przewidziane są między innymi stanowiska: zastępców dowódców batalionów, szefów sekcji oddziałów (pułk, brygada) oraz oficerów wydziałów w sztabach wyższych szczebli.

## Etymologia
Etymologia: śrdw. łac. majordomus „zarządca domu”, późn. łac. maioratus „wyższość” od łac. maior „większy”, „starszy” od magnus.

## Stopień majora w innych krajach
- Afganistan: Jagran (جګړن)
- Chiny: chiń. 少校; pinyin shǎoxiào,
- Chorwacja: bojnik
- Finlandia: Majuri
- Francja, Irlandia: Commandant[b]
- Grecja: Ταγματάρχης
- Hiszpania: Comandante
- Iran: sargord (‏سرگرد‎)
- Kanada, Niemcy, Wielka Brytania, USA, Szwecja, Dania: Major, Squadron Leader (RAF)
- kraje arabskie: ra'id (‏رائد‎)
- Korea Południowa: soryeong (소령)
- Korea Północna: sojwa (소좌)
- Mongolia: Хошууч
- Rosja: майор
- Turcja: binbaşı
- Węgry: őrnagy.

W Cesarskiej Armii Rosyjskiej od 1884 nie było stopnia majora. Kapitan w niej awansował do stopnia podpułkownika. Równocześnie istniał stopień sztabskapitana, wyższy od porucznika, a niższy od kapitana.

## Historia
Po raz pierwszy w dziejach stopień majora pojawił się w XVI wieku w hiszpańskiej piechocie. W Polsce stopień ten używany jest od XVII wieku, przy czym przez dłuższy czas wiązały się z nim obowiązki administracyjno-gospodarcze, szkoleniowe i dyscyplinarne. Później major był przeważnie dowódcą batalionu.